# Мелетий (Мириантевс)
Митрополи́т Меле́тий Мирианте́вс или Мирианфевс (1818 — 20 ноября 1889) — епископ Кипрской православной церкви, митрополит Киринийский.

## Биография
Родился в 1818 году в деревне Лемиту Провинции Марафаса на Кипре. В начале 1830-х годов поступил в Монастырь Киккос, где был монахом его дядя. В Киккском монастыре был рукоположён в сан диакона и оставался там до 1840 года.
Затем отправился на учёбу, предположительно, в Богословскую школу на острове Халки, которую он не закончил, а затем учился в Венеции. После возвращения на Кипр был назначен настоятелем заброшенного к тому моменту Монастыря во имя иконы пресвятой Богородицы Скуриотиссы, располагавшейся близ деревни Катидата в Киринийской митрополии.
В январе 1872 года был хиротонисан во епископа Киринийского с возведением в сан митрополита. 10 июня 1878 решением Священного Синода Кипрской православной церкви был уволен от должности, но тем не менее остался временным управляющим данной епархией до 13 июня 1880 года, когда окончательно ушёл на покой. Поселился в Никосии, где и скончался 20 ноября 1889 года.